# Ueckermünde
Ueckermünde (phát âm tiếng Đức: [ʏkɐˈmʏndə]; là một đô thị ở huyện Vorpommern-Greifswald (trước thuộc huyện Uecker-Randow) phía đông Mecklenburg-Vorpommern, gần biến giới của Đức với Ba Lan (huyện Police).

## Kết nghĩa
- Nowe Warpno, Ba Lan
- Pattensen, Lower Saxony
- Sande, Lower Saxony

## Các đô thị gần Ueckermünde
- Szczecin (Ba Lan)
- Torgelow (Đức)
- Eggesin (Đức)
- Pasewalk (Đức)
- Nowe Warpno (Ba Lan)
- Police, Ba Lan
- Świnoujście (Ba Lan)